# Zalacséb
Zalacséb è un comune dell'Ungheria di 566 abitanti (dati 2001). È situato nella contea di Zala.